# Маллавараччи, Сварна
Сварна Маллавараччи (синг. ස්වර්ණා මල්ලවආරච්චි; род. 1948, Шри-Ланка) — ланкийская актриса, «золотая звезда ланкийского кинематографа». Известна своим принципиальным отношением к выбору ролей: с самого начала карьеры актриса снимается только в «реалистичном» кино социальной направленности и отклоняет все предложения, связанные со съёмками в развлекательных фильмах и сериалах. Несмотря на это актриса была удостоена свыше 20 престижных премий, фильмы с её участием являются классикой ланкийского кинематографа.

## Биография
Сварна Маллавараччи родилась в 1948 году на окраине Коломбо. Сразу после рождения родители продали девочку одинокой женщине за 50 рупий (£1). Когда Сварне было два с половиной года, её приёмная мать умерла и попечительство взяла на себя двоюродная сестра последней.
Во время обучения в школе девочка увлекалась чтением и мечтала о поступлении в университет. Когда в одной из газет Сварна увидела сообщение о том, что её любимый писатель Сири Гунасингх готовится снять фильм, она незамедлительно решила принять участие в кастинге, рассчитывая на то, чтобы просто увидеть в живую своего кумира. По итогам кастинга среди 400 претенденток на главную роль была выбрана Сварна. Фильм «Семь морей» был высоко оценён критиками и сыграл важную роль в формировании ланкийского независимого социального кинематографа.
Сварна снялась ещё в шести фильмах независимых режиссёров. Во второй половине 1970-х годов она покинула Шри-Ланку и переехала в Англию, где провела три с половиной года, работая сначала моделью, а позже — страховым агентом, а за тем провела несколько лет в Австралии, где работала секретаршей. Вспоминая время, проведённое в Англии, Сварна призналась, что за те годы выросла в актёрском плане. Хотя она не играла сама, но зато у неё была возможность практически ежедневно смотреть лучшие европейские фильмы и наблюдать за игрой ведущих мировых актёров — привилегия, недоступная никому другому из ланкийских кинематографистов.
После возвращения в Шри-Ланку актриса обнаружила, что сменилось поколение актёров и о ней уже никто не помнил. Два или три года актрисе предлагали исключительно роли второго плана. Чтобы вернуть былую популярность, она соглашается сняться в мейнстримовом развлекательном мире — единственном за всю свою карьеру.